# Danae racemosa
Il lauro d'Alessandria (Danae racemosa (L.), Moench, 1794)  è  un arbusto sempreverde appartenente alla famiglia delle  Asparagaceae, originario del bacino orientale del mar Mediterraneo. È l'unica specie del genere monospecifico Danae Medik..

## Etimologia
Il nome del genere deriva dalla mitica Danae che, fecondata da Giove, generò Perseo; l'epiteto specifico racemosa da racémus, grappolo o raspo: con fiori e frutti disposti in racemo, per la crescita a grappoli.
Viene detto anche lauro, perché si pensa che i suoi lunghi getti curvi e flessibili venissero intrecciati per farne corone per poeti, atleti o persone illustri.

## Descrizione

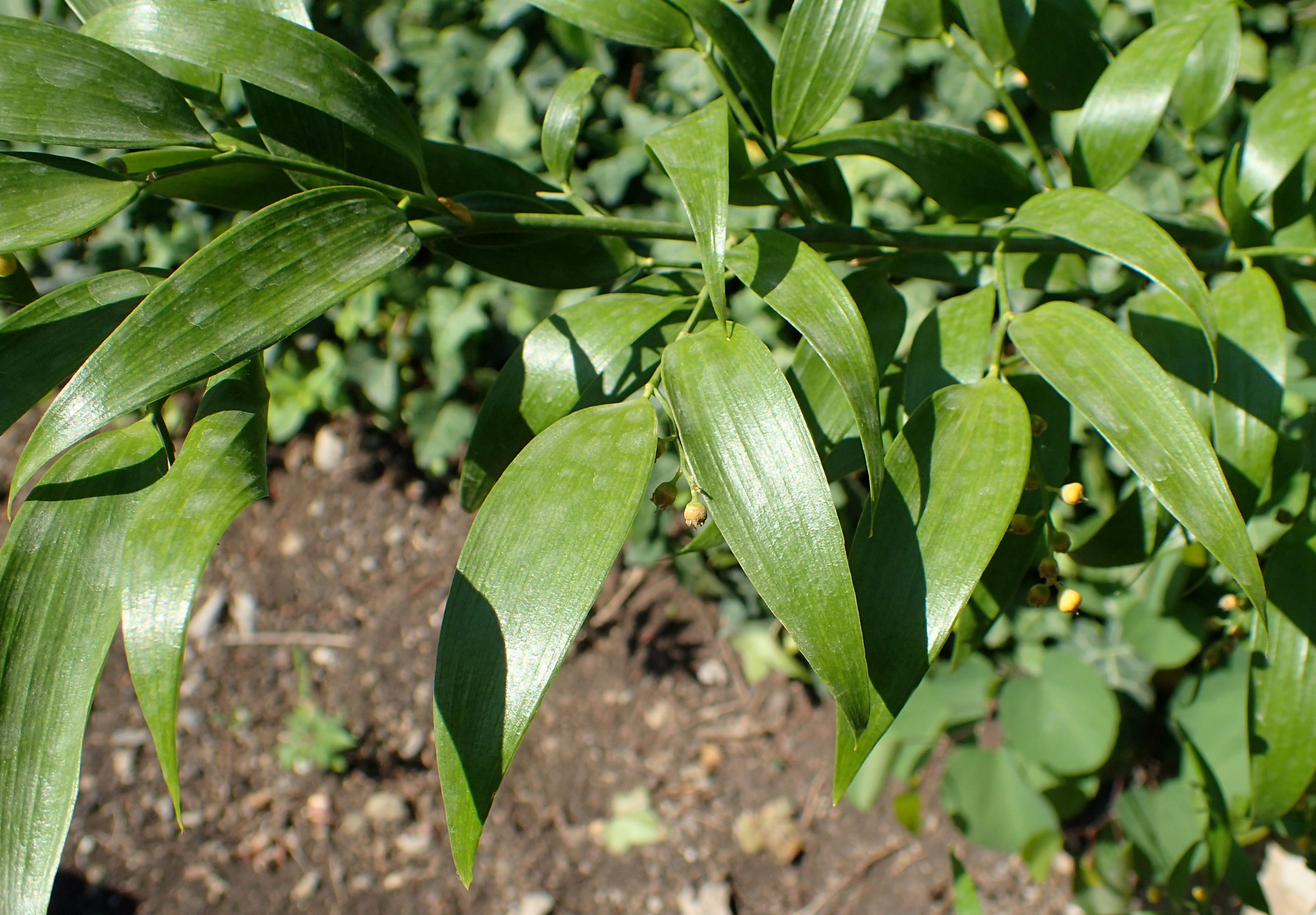
Dettaglio delle foglie

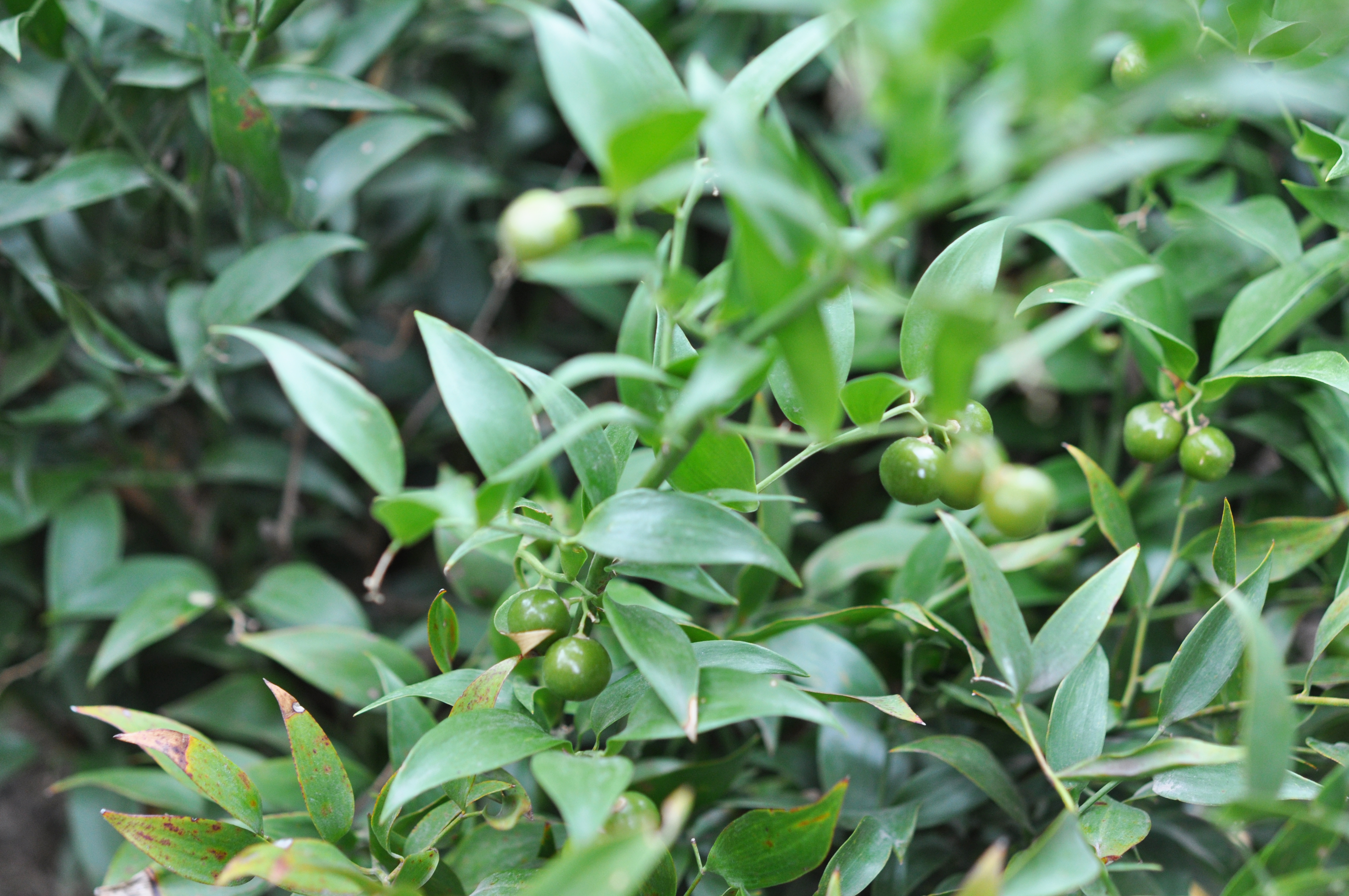
Frutti non maturi

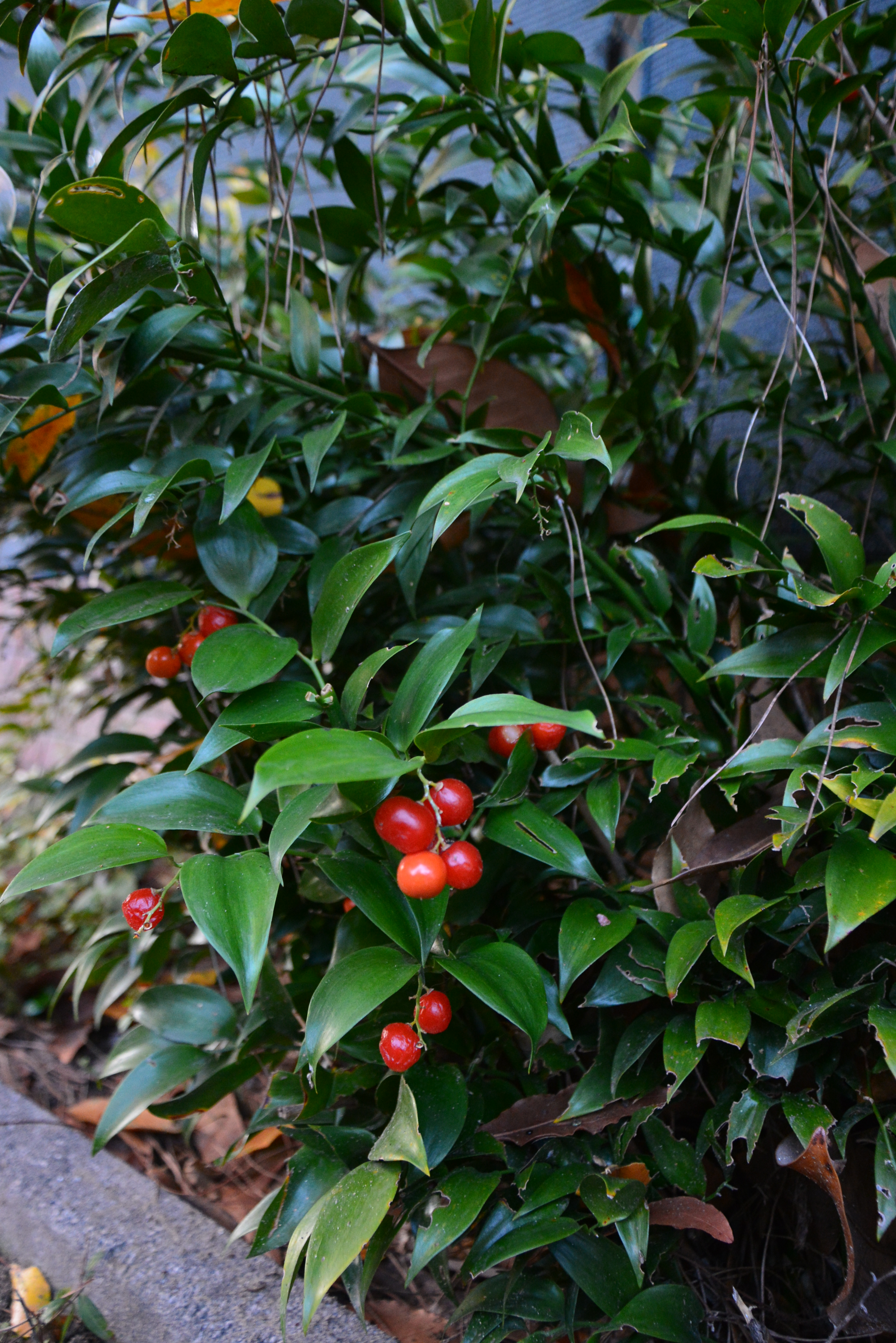
Frutti maturi

È una pianta geofita rizomatosa, che ogni anno emette radici e fusti avventizi. Si presenta come un arbusto simile ad alcune specie di Rusco, perenne, decorativa grazie ai fusti modificati e appiattiti (cladodi) che raggiungono il metro di lunghezza, di color verde brillante, che assumono le funzioni fotosintetiche.
I frutti sono bacche subsferiche, dapprima verdi, poi rosse ed infine brunastre che permangono sulla pianta per tutto l'inverno.

## Distribuzione e habitat
La specie è nativa di Turchia, Caucaso, Siria e Iran.
Introdotta in Italia attorno al 1700 a scopo ornamentale, è attualmente coltivata in parchi e giardini. È presente allo stato spontaneo come avventizia in gran parte dell'Italia settentrionale.
Ama luoghi ombreggiati e allo stato spontaneo vegeta nel sottobosco, dove le fronde degli alberi offrono protezione dall'eccessiva luminosità.